# Darko Žigon
Darko Žigon, slovenski carinik od leta 1975 do 2010, pisec knjig in carinskih priročnikov o prepovedanih drogah in o zatiranju tihotapstva, podčastnik Teritorialne obrambe, veteran vojne za Slovenijo, slikar samouk , upokojenec, roj 12.julij 1949* 
Ker je bilo v tedanji Zvezni carinski upravi mogoče hitro priti do službenega stanovanja, se je Darko Žigon leta 1975 zaposlil v Carinarnici Sežana. Na začetku je delal na železniški postaji, kjer so ga zaradi velike telesne višine določili za iskanje skritega blaga v stropih vlakov. V Sežani je lahko videl tudi miličnika s psom za iskanje drog in hkrati opazoval starejše kolege, ki so odkrivali prepovedano drogo v vozilih. Področje tihotapljenja ga je zelo pritegnilo in se je leta 1980 udeležil izobraževanja, ki ga je pripravila ameriška Agencija za boj proti drogam, nato pa se je veliko izobraževal tudi sam. Leta 1983 je postal službeni vodnik prvega carinskega psa za odkrivanje drog v tedanji Jugoslaviji. S psom Dikom in kasneje s Fisom je deloval predvsem na področjih carinarnic Sežana, Koper, Nova Gorica ter na reško-dalmatinskem področju, v okviru posebnih nalog pa celo po vsej Jugoslaviji. V tem času je bil tudi vodja ekipe za zatiranje tihotapstva.
V času osamosvajanja Slovenije in v Vojni za Slovenijo je kot oficir za varnost uspešno deloval v Teritorialni obrambi. Po končani vojni je v novi slovenski carinski službi  pomagal postaviti na noge nov mejni prehod Starod. Darko Žigon je vodil tudi Carinsko izpostavo Jelšane, od leta 1994 pa Carinsko izpostavo Lipica.. Od tod je še istega leta odšel na sedež carinske službe v Ljubljano, v Sektor za mednarodno sodelovanje, ki je kasneje postal Sektor za nadzor in preiskave.. Tako je zadnja leta carinskega službovanja, pred upokojitvijo v letu 2010, delal v Sektorju za nadzor in preiskave Generalnega carinskega urada.

## Delo
Za uspešno delovanje v Teritorialni obrambi je Darko Žigon prejel več priznanj.  Napisal je več priročnikov in knjig o prepovedanih drogah in je vestno skrbel tudi za prenašanje tega znanja na mlajše generacije carinikov:
- Zatiranje tihotapstva. 1994. (COBISS) ISBN 961-6233-48-3
- Mamila. 1995.
- Nedovoljene droge. 1995. (COBISS) ISBN 961-6233-14-9
- Kaj veš o drogah?. 2000. (COBISS) ISBN 961-6233-21-1
- Droge: alkohol, tobak, marihuana, hašiš, kokain, amfetamini, opiati in heroin, halucinogene droge, hlapi. 2005. (COBISS) ISBN 961-6233-21-1

Ukvarja se tudi s slikarstvom. Njegovi glavni motivi so peisaži. Slika Kras, ki je po njegovem najlepši jeseni, ter Gorenjsko, loti pa se tudi kakega abstraktnega motiva.

## Priznanja in nagrade
- priznanje Republiškega sekretariata za ljudsko obrambo (1983)
- priznanje zvezne Carinske uprave (1989)
- bronasta medalja Slovenske vojske za izjemne zasluge, požrtvovalnost in predanost (1994).[5]
- spominski znak 45. Obm. PSV Sežana (1996).[5]
- Spominski znak Fernetiči 1991 (1998).[5]
- zlati znak Carinske službe RS (1998).[5]
- priznanje Svetovne carinske organizacije (World Customs Organization, 2010)